# جیمز مک‌اردل
جیمز مک‌اردل (انگلیسی: James McArdle؛ زادهٔ ۳ آوریل ۱۹۸۹) بازیگر اهل بریتانیا است. وی از سال ۲۰۱۰ میلادی تاکنون مشغول فعالیت بوده‌است.
از فیلم‌ها یا برنامه‌های تلویزیونی که وی در آن نقش داشته‌است می‌توان به ماری یکم اسکاتلند، آمونیت و میر اهل ایست‌تاون اشاره کرد.